# André Geoffroy (militaire)
Cet article concerne le militaire et Compagnon de la Libération. Pour le médecin et homme politique, voir André Geoffroy (homme politique).
Pour les articles homonymes, voir Geoffroy.
André Geoffroy (Margny-lès-Compiègne, 28 janvier 1911 - Mort pour la France à Roville-aux-Chênes, 30 septembre 1944) est un militaire français, Compagnon de la Libération par décret du 14 juillet 1941. Militaire de carrière déjà expérimenté au moment du déclenchement de la Seconde Guerre mondiale, il rallie le général de Gaulle en 1940 et participe aux grandes campagnes des forces françaises libres. Il est tué pendant la bataille d'Alsace lors de la libération de la France.

## Biographie

### Avant-guerre
André Geoffroy naît le 28 janvier 1911 à Margny-lès-Compiègne d'un père capitaine dans l'armée française. Suivant les traces de son père, il se prépare à une carrière militaire et intègre le Prytanée national militaire à La Flèche d'octobre 1928 à septembre 1930. À l'issue de sa scolarité, il entre à École spéciale militaire de Saint-Cyr dans la promotion "Joffre" (1930-1932). Il en sort avec le grade de sous-lieutenant et est affecté au 3e régiment d'infanterie coloniale à Rochefort. En 1933, il est affecté en Côte d'Ivoire et est promu lieutenant le 1er octobre 1934. Puis transféré à Douala, il occupe jusqu'en juin 1938 les fonctions de chef du secrétariat permanent de la défense du territoire et chef du cabinet militaire du gouverneur. De juin 1938 à avril 1939, il commande le secteur de Mora,.

### Campagnes d'Afrique
Le 2 septembre 1939, à Yaoundé, il prend le commandement de la 7e compagnie de tirailleurs sénégalais. Lorsqu'en août 1940 le commandant Leclerc arrive à Douala, André Geoffroy et sa compagnie se rallient à la France libre. Il est alors mis à la tête de la 12e compagnie du 3e bataillon de tirailleurs sénégalais avec laquelle il participe plus tard à la libération de Libreville au Gabon. Après avoir été promu capitaine, il arrive en janvier 1941 à Fort-Lamy au Tchad où il effectue une difficile mission de liaison en direction du poste de Koufra qui sera pris quelques semaines plus tard. En mission avec le capitaine de Guillebon, il attaque avec succès un site d'atterrissage italien. Le 15 avril 1941, affecté comme chef de la 2e compagnie de découverte et de combat, il prépare longuement sa troupe aux futures offensive qui auront lieu en Libye. Le 5 mars 1942, pendant la conquête du Fezzan, il s'illustre en s'emparant du poste d'Ouaou al-Kabir accompagné d'un seul goumier,. En mars, il participe activement à la reddition du poste italien de Oumm al-Aranib puis à la conquête de Tripoli où la 2e division blindée entre le 26 janvier 1943. Il prend ensuite part à la campagne de Tunisie au sein du Régiment de marche du Tchad, détaché à la 8e armée britannique. Il participe à la prise de Kairouan le 12 avril 1943 puis à celle de Tunis le 10 mai suivant. Puis le régiment de marche du Tchad retrouve sa place au sein de la 2e division blindée.

### Libération de la France
Envoyé en Angleterre avec la division du général Leclerc, il débarque en Normandie aux côtés de ce dernier le 1er août 1944 sur Utah Beach. Participant à la bataille de Normandie, il s'illustre notamment lors des combats pour les libérations d'Alençon et d'Argentan. Toujours au sein de la 2e division, il participe à la marche vers Paris et à la libération de celle-ci. Son régiment se distingue particulièrement lors de la prise de l'hôtel Meurice, quartier général de la wehrmacht et résidence du général von Choltitz, gouverneur militaire de Paris, puis celle de l'hôtel Majestic, siège du commandement militaire allemand de Paris. Une fois la capitale française libérée, il continue son avancée vers l'est et participe à la bataille d'Alsace. Le 30 septembre 1944 à la sortie du village de Roville-aux-Chênes, alors qu'il effectuait une mission de repérage, André Geoffroy tombe sous les balles allemandes. Inhumé provisoirement sur place, son corps est ensuite transféré dans sa ville natale,.

## Décorations
|  |  |  |  |  |  |
|  |  |  |  |  |  |

| Chevalier de la Légion d'Honneur                                             | Chevalier de la Légion d'Honneur | Compagnon de la Libération | Compagnon de la Libération | Croix de Guerre 1939-1945 | Croix de Guerre 1939-1945 |
| Médaille coloniale Avec agrafes "Koufra", "Fezzan-Tripolitaine" et "Tunisie" |                                  |                            |                            |                           |                           |

## Hommages
- À Compiègne, son nom est inscrit sur le mémorial des martyrs 1939-1945, sur le monument aux morts de la commune et sur le monument commémoratif du collège Ferdinand Bac[5],[6],[7].
- À Paris, son nom figure sur le monument commémoratif de la 2e DB, place du 25-Août-1944[8].
- Il est choisi comme parrain de la promotion 2022-2024 de la Corniche Brutionne du Prytanée national militaire.